# جورج ويليام براون
جورج ويليام براون (بالإنجليزية: George William Brown)‏ هو رجل قضاء وبروفيسور أمريكي، ولد في 1812 في بالتيمور في الولايات المتحدة، وتوفي في 8 سبتمبر 1890 في Lake Mohonk ‏ في الولايات المتحدة.